# 大谷駅 (滋賀県)
大谷駅（おおたにえき）は、滋賀県大津市大谷町にある、京阪電気鉄道京津線の停留場。駅番号はOT34。
かつては当駅の北西（現在の名神高速道路蝉丸トンネル西口付近）に、官設鉄道（国有鉄道）東海道本線の大谷駅（大谷停車場）が存在した。本項ではこの駅についても扱う。

## 概要
標高は159mで、京阪電気鉄道の全駅の中では鋼索線も含めて最も高い位置にある。ホームは40パーミルの勾配上にあり、山岳鉄道を除き、日本の普通鉄道・軌道では日本一の急傾斜の停留場である。

## 歴史
- 1912年（大正元年）8月15日：京津電気軌道の三条大橋 - 札ノ辻間開通に伴い[8]、京津電気軌道の停留場が開業[3]。東海道本線との乗換駅になる。
- 1925年（大正14年）2月1日：京津電気軌道が京阪電気鉄道と合併し、京阪電気鉄道京津線の停留場となる[9][10]。
- 1930年（昭和5年）11月9日：労働組合関係者による電車脅迫脱線事件が起きる（京阪京津線電車脅迫脱線事件を参照）[11]。
- 1932年（昭和7年）4月7日：「京津国道（國道2號=現・国道1号）」の改良工事に伴い移設[6][10][12]。
- 1943年（昭和18年）10月1日：阪神急行電鉄と京阪電気鉄道の合併に伴い、京阪神急行電鉄（現・阪急電鉄）の停留場となる[9]。
- 1945年（昭和20年）
  - 5月15日：営業休止[10][12]。
  - 6月1日：旧逢坂山トンネル内に航空機部品工場が造られ従業員輸送のため、営業再開[10][12]。
- 1949年（昭和24年）12月1日：京阪神急行電鉄の会社分離に伴い、京阪電気鉄道の停留場となる[9]。
- 1996年（平成8年）11月16日：駅をびわ湖浜大津寄りに71m移設[10][13]。
- 2002年（平成14年）3月1日：京津線に「スルッとKANSAI」導入のため自動改札機・自動精算機を設置、使用開始[14][15]。
- 2007年（平成19年）4月1日：大津線に「PiTaPa」を導入[8][16]。
- 2019年（平成31年）： 磁気券用自動改札機撤去[要出典]。

## 駅構造
相対式ホーム2面2線を有する地上駅であり、無人駅となっている。改札口は大津方面行きホーム京都方にあり、反対側の京都方面行きホームへは構内踏切で連絡している。
当停留場は40パーミルの勾配上にあり、日本の普通鉄道・軌道では最大の急傾斜である。当駅のホームに設置されているベンチは、この勾配を考慮して脚の長さが左右で異なっている。「軌道建設規程」（大正12年12月29日内務省・鉄道省令）により軌道の停留場の勾配は10パーミル以下にしなければならないと定められているが、当駅は内務大臣（当時）の特別の許可を受けている。また、この勾配は車両を4両化する際にホームを延長する場所がなかったため特例で認められている。なお、2021年にロサンゼルス・エンゼルス所属（当時）の大谷翔平がMVPを受賞した際、京阪の公式Twitterでは当駅のベンチの画像を掲載して（右肩上がりの意味が込められている）大谷のMVP受賞を祝福している。

### のりば
| ホーム   | 路線    | 方向 | 行先                     | 備考                         |
| -------- | ------- | ---- | ------------------------ | ---------------------------- |
| 改札口側 | ▲京津線 | 上り | びわ湖浜大津方面         |                              |
| 反対側   | ▲京津線 | 下り | 三条京阪・太秦天神川方面 | 御陵駅より地下鉄東西線へ直通 |

- ホーム有効長は4両[20]。のりば番号は設定されていない。

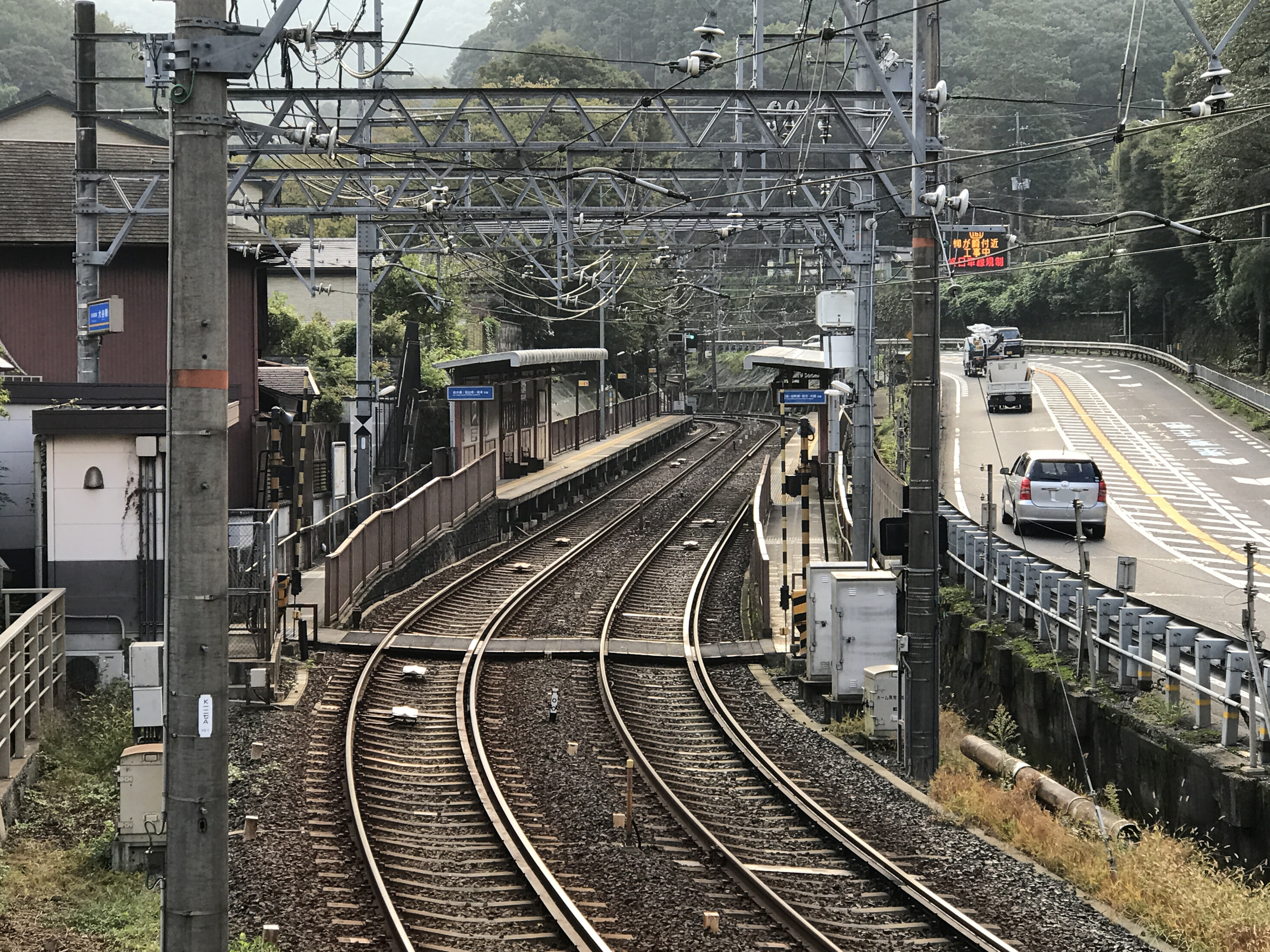
全景（2017年10月）
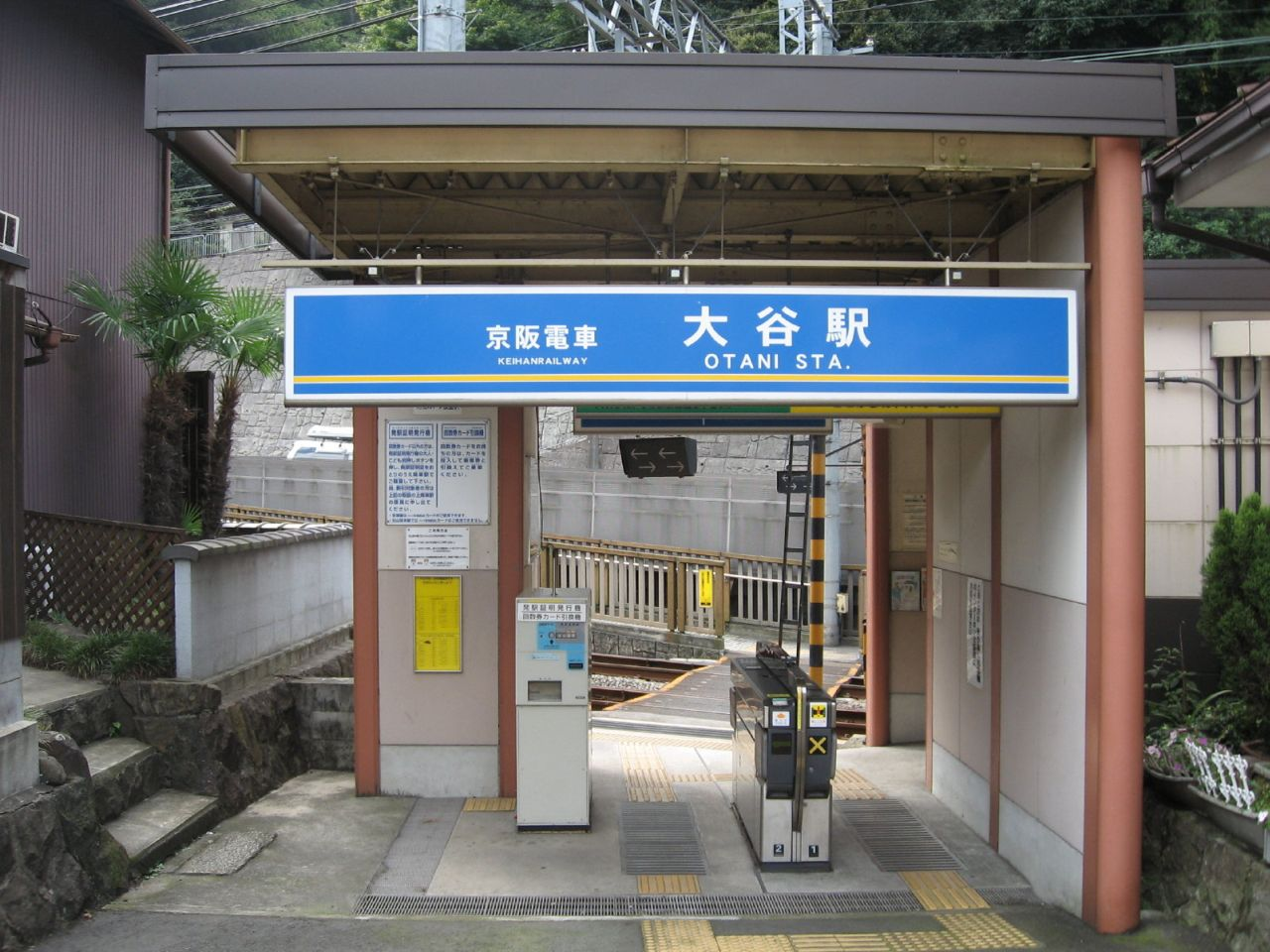
改札口（2006年9月）
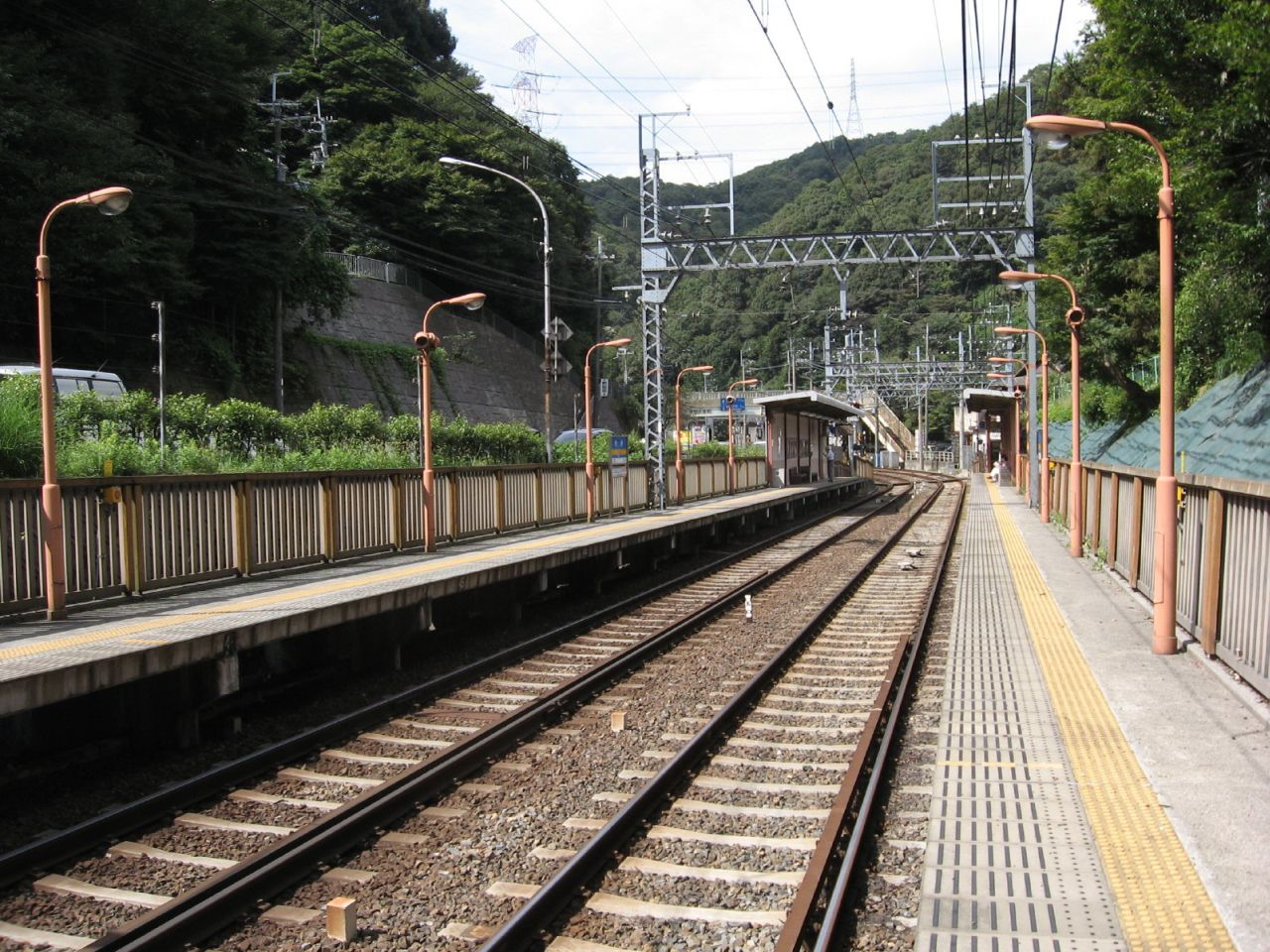
ホーム（2006年9月）
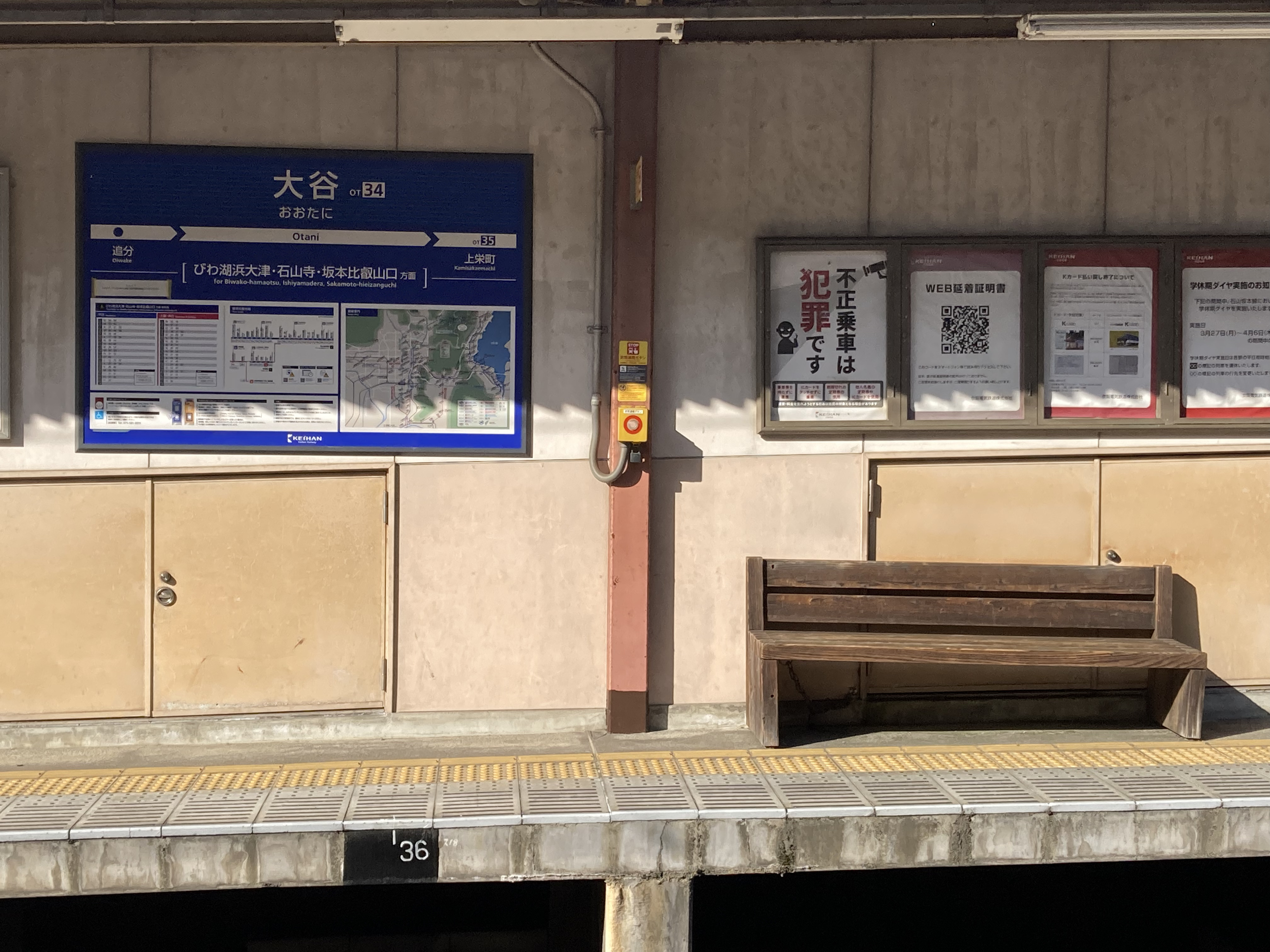
勾配のため脚の長さが異なるベンチ（2023年3月）

## 利用状況
以下は、京阪電気鉄道開業百周年記念誌『京阪百年のあゆみ』資料編「駅別乗降人員の推移」による（2007年は調査中止によりデータなし）。2019年以降はバリアフリー新法に基づく各年の「移動等円滑化取組報告書（軌道停留場）」の「一日当たりの利用者数」による。
1日平均乗降人員：356人（2009年11月10日）
- 1980年代のピーク時は1,100人を超え、1990年代半ばまでは800人前後の乗降客数だったが、2002年には500人を割り込み、以降は400人前後で推移している。また、京阪電鉄の全駅で最も利用者数が少ない。

1日平均乗降人員は以下の通り。
| 年度   | 1日平均 乗降人員 |
| ------ | ---------------- |
| 1950年 | 692              |
| 1960年 | 669              |
| 1965年 | 520              |
| 1970年 | 740              |
| 1975年 | 935              |
| 1980年 | 1,100            |
| 1981年 | 1,074            |
| 1982年 | 1,133            |
| 1983年 | 966              |
| 1984年 | 895              |
| 1985年 | 874              |
| 1986年 | 933              |
| 1987年 | 859              |
| 1988年 | 770              |
| 1989年 | 840              |
| 1990年 | 888              |
| 1992年 | 804              |
| 1995年 | 669              |
| 1998年 | 557              |
| 2000年 | 654              |

| 年度   | 1日平均 乗降人員 |
| ------ | ---------------- |
| 2002年 | 449              |
| 2003年 | 393              |
| 2004年 | 418              |
| 2005年 | 373              |
| 2006年 | 432              |
| 2007年 | ―                |
| 2008年 | 440              |
| 2009年 | 356              |
| 2010年 |                  |
| 2011年 |                  |
| 2012年 |                  |
| 2013年 |                  |
| 2014年 |                  |
| 2015年 |                  |
| 2016年 |                  |
| 2017年 |                  |
| 2018年 |                  |
| 2019年 | 333              |
| 2020年 | 277              |
| 2021年 | 283              |

## 鉄道省 大谷駅
新逢坂山トンネル開業前の旧東海道本線に存在した。
京都 - 大津（この大津駅は現在のびわ湖浜大津駅に近接した位置にあった）間の鉄道全通に先駆け、京都 - 当駅間（8哩10鎖81節≒13.09 km）が延伸開業した際に設けられた。この際のルート選定では、当時東山や逢坂山を横断するトンネルの開削技術がまだなく、また東山を直接越えると急勾配が発生してしまう（後にこのルートで開業した京阪京津線には、碓氷峠とほぼ同じ66.7パーミルの勾配が生まれた）ことから、京都から現在の奈良線のルートで稲荷駅まで南下した後、東へ稲荷山の山すそを迂回するものが採用された。
駅は逢坂山隧道のすぐ西側、蝉丸神社の近くに設けられ、相対式ホーム2面2線となっており、中線が1本存在した。上下線間の連絡は、1892年（明治25年）4月以降は跨線人道橋によって行っていた。
明治はじめ、京都駅 - 大津駅（のちのびわ湖浜大津駅）間鉄道開業前年の1879年（明治12年）8月の京都駅 - 当駅間開業時に開設、1921年（大正10年）8月に廃止された。
駅跡は逢坂山トンネル坑口とともにしばらく残っていて、京阪京津線の電車内から見ることができたが、現在は名神高速道路の盛り土に埋まっている。なお、太平洋戦争中は旧トンネル内で航空機部品工場として使用された逸話がある。
東側の旧トンネル入り口は現在も残っているが、そのトンネル内で京都大学防災研究所附属地震予知研究センターが地震観測所として使用（地震計を設置して観測）しているため、入り口は固く閉ざされている。なお、旧トンネル入り口付近には「鉄道記念物　旧逢坂山ずい道東口跡地」という標柱と解説を記した案内板がある。

### 年表
- 1879年（明治12年）8月18日：官設鉄道の京都 - 当駅間開通に伴い開業[26]。
- 1880年（明治13年）7月15日：逢坂山隧道開通により、当駅 - 馬場（後に2代目大津駅を経て現・膳所駅） - 大津（初代）間開業[26]。
- 1909年（明治42年）10月12日 - 国有鉄道線路名称（明治42年鉄道院告示第54号）制定により東海道本線の所属となる[30]。
- 1921年（大正10年）8月1日：東海道本線の大津（2代目） - 京都間の線路変更に伴い廃止[3][26][31]。

## 停留場周辺
地形的には逢坂峠より西で山科盆地の縁だが、滋賀県に属する。駅の近くには老舗のうなぎ料理店や峠の茶屋があるだけに見えるが、名神高速道路蝉丸トンネル西口の上を通って北側へ続く道沿いには大谷団地や琵琶湖乗馬倶楽部がある。
- 蝉丸神社
- 逢坂の関記念公園
- 大津絵販売之地（石碑）
- 琵琶湖乗馬倶楽部[33]
- 国道1号（国道8号重複）
- 旧東海道

## 隣の停留場
京阪電気鉄道
▲京津線
追分駅 (OT33) - 大谷駅 (OT34) - 上栄町駅 (OT35)
かつて当停留場と上栄町駅の間に上関寺駅が存在した。

### かつて存在した路線
鉄道省（官設鉄道）
東海道本線（旧線）
馬場駅 - 大谷駅 - 山科駅
当時の山科駅は現在の東海道本線・湖西線の駅とは位置が異なり、現在の名神高速道路沿いの京都市営地下鉄東西線小野駅付近であった。